# Gediminas Vagnorius
Gediminas Vagnorius (10 giugno 1957) è un politico lituano.
È stato Primo ministro della Lituania per due periodi, dal gennaio 1991 al luglio 1992 e dal febbraio 1996 al maggio 1999.
Fu firmatario dell'atto di Restaurazione dello Stato di Lituania.